# Epiophlebia
Epiophlebia is een geslacht van libellen (Odonata) uit de familie van de Epiophlebiidae.

## Soorten
Epiophlebia omvat 4 soorten:
- Epiophlebia diana Carle, 2012 – vooralsnog slechts bekend als larf.[2]
- Epiophlebia laidlawi Tillyard, 1921
- Epiophlebia superstes (Selys, 1889)
- Epiophlebia sinensis Li and Nel, 2011[3]